# Aleksei Foroponov
Aleksei Alekseievici Foroponov (în rusă Алексей Алексеевич Форопонов; n. 4 martie 1987) este un fost jucător profesionist de fotbal din Rusia.

## Cluburi
A jucat două sezoane în Liga Națională de Fotbal a Rusiei la FC Avangard Kursk.